# Mark Harbers
Markus Gerardus Jozef (Mark) Harbers (Ede, 19 april 1969) is een Nederlands voormalig politicus van de Volkspartij voor Vrijheid en Democratie (VVD). Hij was onder meer wethouder in Rotterdam, staatssecretaris en minister. Per 5 juni 2025 is hij voorzitter van Techniek Nederland, de branchevereniging van installatiebedrijven.

## Loopbaan

### Gemeenteraadslid en wethouder in Rotterdam
Harbers groeide op in Ede en rondde daar het vwo af op de CSG Het Streek. In 1987 verhuisde hij naar Rotterdam, waar hij economie studeerde aan de Erasmus Universiteit. Hij rondde de studie niet af. Hij werd politiek actief in de VVD en in 1992 gekozen in de raad van de Rotterdamse deelgemeente Kralingen-Crooswijk. Vanaf 1999 was Harbers werkzaam binnen het landelijk partijapparaat van de VVD, onder andere als vicevoorzitter van het partijbestuur en voorzitter van de werkgroep partijvernieuwing. Bij de gemeenteraadsverkiezingen in 2002 werd hij gekozen in de gemeenteraad van Rotterdam. Na de verkiezingen van 2006 werd hij fractievoorzitter. In hetzelfde jaar maakte hij deel uit van de commissie die het landelijk verkiezingsprogramma opstelde en was hij kortstondig politiek adviseur van minister Gerrit Zalm.
In april 2007 volgde Harbers zijn partijgenoot Roelf de Boer op als wethouder van economie, haven en milieu. Uit onvrede met het op dat moment handhaven van islamoloog en gemeenteadviseur Tariq Ramadan besloten Harbers en partijgenote Jeannette Baljeu in april 2009 het wethouderschap neer te leggen.

### Tweede Kamerlid
Bij de Tweede Kamerverkiezingen 2006 stond Harbers 26e op de lijst van de VVD, te laag om direct gekozen te worden. Op 1 december 2009 werd hij tussentijds alsnog als Kamerlid beëdigd, als opvolger van de opgestapte Arend Jan Boekestijn. Bij de Tweede Kamerverkiezingen 2010 stond Harbers 21e op de lijst van de VVD, en werd als zodanig gekozen. Hij was financieel woordvoerder in de Kamer.
Na de val van het eerste kabinet-Rutte werd er tussen de verschillende politieke partijen overleg gevoerd om toch tot een begroting te komen die kon rekenen op een meerderheid in de Kamer. Deze onderhandelingen voerde de VVD met fractievoorzitter Stef Blok en Harbers. Binnen twee dagen kwamen VVD, D66, GroenLinks, ChristenUnie en CDA tot het Nederlands begrotingsakkoord van 26 april 2012.
Na zijn aftreden als staatssecretaris werd Harbers op 11 juni 2019 opnieuw geïnstalleerd als lid van de Tweede Kamer. Hij nam de zetel in die was vrijgekomen met het vertrek van Malik Azmani, die bij de verkiezingen voor het Europees Parlement in mei 2019 in het Europees Parlement werd verkozen.

### Staatssecretaris van Justitie en Veiligheid
Harbers was staatssecretaris van Justitie en Veiligheid in het kabinet-Rutte III, belast met vreemdelingen- en vluchtelingenzaken, migratie en aangelegenheden betreffende mensenhandel.
Op 14 mei 2019 stuurde Harbers de jaarlijkse 'Rapportage Vreemdelingenketen' naar de Tweede Kamer, waarin voor het eerst een landelijk overzicht was opgenomen van in het jaar 2018 door de politie geregistreerde incidenten waarbij bewoners van asielzoekerscentra als verdachte van een misdrijf waren aangemerkt. Hierbij werd gewerkt met een top tien en een restcategorie 'overig'. Navraag door dagblad De Telegraaf wees uit dat onder meer ernstige gewelds- en zedenmisdrijven als moord, doodslag en verkrachting onder deze restcategorie waren gerubriceerd. Dit kwam Harbers op het verwijt te staan dat hij zou hebben geprobeerd deze cijfers te verdoezelen. Dit werd door hem ontkend, maar in een debat met de Kamer op 21 mei 2019 gaf hij wel toe dat het rapport zo niet naar de Kamer had mogen worden gestuurd en dat onder zijn verantwoordelijkheid de Kamer verkeerd was geïnformeerd. Hij diende daarop zijn ontslag in, dat hem diezelfde avond nog werd verleend. Het betrof 4600 incidenten over 2018. Achteraf bleek er, wat althans doodslag of moord betrof, geen enkel voltooid delict onder te zijn: er was dus niemand feitelijk gedood. In twee gevallen werd vervolging ingesteld voor de poging. Harbers meldde wel één voltooide doodslag in het Kamerdebat maar dat bleek niet om een asielzoeker te gaan maar om een illegaal die daarbij wegens noodweer van de rechter ontslag van rechtsvervolging kreeg.

### Minister van Infrastructuur en Waterstaat
Harbers was van 10 januari 2022 tot 2 juli 2024 minister van Infrastructuur en Waterstaat in het kabinet-Rutte IV. In het opvolgende kabinet-Schoof kreeg Harbers geen nieuwe functie en had hij geen politieke functie meer.

## Na de politiek
Op 16 april 2025 stemde de ledenraad van Techniek Nederland Harbers tot nieuwe voorzitter van de branchevereniging. Vanaf 5 juni 2025 is hij de opvolger van Doekle Terpstra.

## Persoonlijk
Harbers is getrouwd.